# 신세계 (축구 선수)
신세계(申世界, 1990년 9월 16일 ~ )는 대한민국의 축구 선수이다. 포지션은 수비수이다. 현재 서울 이랜드 FC에서 활약중이다.

## 클럽 경력
신세계는 2011시즌을 앞두고 K리그의 수원 삼성 블루윙즈에 입단하면서 커리어를 시작했다. 2011년 4월 10일 열린 전북 현대 모터스와의 경기에서 프로 데뷔전을 치렀다. 2011년 5월 10일에 열린 상하이 선화와의 AFC 챔피언스리그 조별리그 경기에서 프로 데뷔골을 기록했다. 2011시즌 데뷔 첫 시즌임에도 로테이션 멤버로 11경기를 소화했다. 2013시즌에는 수원의 주전 수비수였던 오범석의 군 입대로 인해 점차 출전 시간이 증가했으며 2014시즌에는 리그 20경기에 출전했다. 2015년 11월 7일에 열린 FC 서울과의 슈퍼매치 경기에서 K리그 데뷔골을 넣었다. 하지만 팀은 4-3으로 패배했다.
2017시즌을 앞두고 군 복무를 위해 상주 상무 축구단으로 입대했다. 2018시즌에는 미드필더로 출전하기도 했다. 2018년 가을에 수원 삼성으로 복귀했다. 2019년 4월 20일 열린 경남 FC와의 경기에서 오랜만에 득점을 기록했다.
2020시즌을 앞두고 K리그1의 강원 FC로 이적했다.
2022시즌을 앞두고 수원 FC에 입단했다.
2024시즌을 앞두고 서울 이랜드 FC로 이적했다.

## 수상

### 클럽

#### 수원 삼성 블루윙즈
- FA컵 우승: 2016, 2019